# Улица Николая Ушакова (Киев)
У́лица Никола́я Ушако́ва (укр. ву́лиця Мико́ли Ушако́ва) — улица в Святошинском районе города Киева, местность Беличи. Пролегает от Берестейского проспекта до улицы Академика Ефремова.
К улице Николая Ушакова примыкают улицы Ореста Васкула, Прилужная, Дмитрия Яворницкого, Венская и Павленко.

## История
Возникла в середине XX века под названием 71-я Новая улица. В 1944 — 1974 годах — Угловой переулок. Современное название в честь Н. Н. Ушакова — с 1974 года. В 1970-е — начале 1990-х годов была реконструирована и продлена до нынешних размеров.
С начала XX века существовала также Угловая улица, которая проходила от Чернобыльской улицы до улицы Николая Ушакова, была ликвидирована в 1970-х годах в связи со сносом старой застройки.

## Учебные учреждения
- Дошкольное учебное заведение № 532 (дом № 10-а)
- Средняя общеобразовательная школа № 50 (дом № 12-а)